# DJ Wich
DJ Wich właściwie Tomáš Pechlák (ur. 9 czerwca 1978 w Pradze) – czeski DJ i producent muzyczny związany ze sceną muzyki hip-hopowej. W 2013 roku wraz z raperem Ektorem uzyskał nominację do MTV Europe Music Award w kategorii Najlepszy czeski i słowacki wykonawca.

## Wybrana dyskografia
Albumy
| The Golden Touch                           | - Data: 5 grudnia 2008 - Wydawca: Skoop Entertainment        | 10 |
| Nomad 2 (The Long Way Home) (oraz Nironic) | - Data: 3 czerwca 2011 - Wydawca: PVP Label                  | —  |
| Tetris (oraz Ektor)                        | - Data: 29 października 2012 - Wydawca: Golden Touch Records | 23 |
| Panorama (oraz LA4)                        | - Data: 17 grudnia 2014 - Wydawca: Golden Touch Records      | 49 |
| "—" album nie był notowany.                |                                                              |    |

Single
| "What We Need" (gościnnie: Glasses Malone, Lil Wayne) | 2009 | 20 | The Golden Touch |
| "—" singel nie był notowany.                          |      |    |                  |

Inne
| Album                                          | Rok  | Uwagi                                                     | Źródło |
| ---------------------------------------------- | ---- | --------------------------------------------------------- | ------ |
| Eldo – Eternia                                 | 2003 | produkcja i scratche w utworze "Oryginalny pilsner (My!)" | [ 8 ]  |
| Jędker Realista – Czas na prawdę               | 2007 | produkcja utworu "Drogi"                                  | [ 9 ]  |
| Sokół, Marysia Starosta – Czysta brudna prawda | 2011 | produkcja utworu "Myśl pozytywnie"                        | [ 10 ] |
| Sokół, Marysia Starosta – Czarna biała magia   | 2013 | produkcja utworu "Jak walec"                              | [ 11 ] |

## Filmografia
| Tytuł           | Rok  | Uwagi                                                    | Źródło |
| --------------- | ---- | -------------------------------------------------------- | ------ |
| Česká RAPublika | 2008 | jako on sam, film dokumentalny, reżyseria: Pavel Abrahám | [ 12 ] |

## Nagrody i wyróżnienia
| Rok  | Tytułem        | Kategoria                             | Nagroda                | Nota      | Źródło |
| ---- | -------------- | ------------------------------------- | ---------------------- | --------- | ------ |
| 2013 | DJ Wich, Ektor | Najlepszy czeski i słowacki wykonawca | MTV Europe Music Award | Nominacja | [ 1 ]  |